# Панагія (мис)
45°08′29″ пн. ш. 36°38′07″ сх. д. / 45.14139° пн. ш. 36.63528° сх. д.
Панагі́я (рос. Панагия) — мис на південно-західному краю Таманського півострова в межах Темрюцького району Краснодарського краю Російської Федерації. Панагія є східним вхідним мисом до Керченської протоки з боку Чорного моря.

## Походження назви
Назва мису походить від грецького слова Παναγία, що у перекладі означає пресвята. Сам термін використовується для зображення чи ікони Пресвятої Богородиці. Щодо мису, то існує версія, що саме звідси почалось поширення християнства на території північного Кавказу та всієї сучасної Росії апостолом Андрієм Первозваним ще у 1 столітті.

## Опис та утворення
Мис має висоту 25-30 м і являє собою риф, збудований зі скам'янілих скелетів мохуваток, які мешкали у теплих водах древнього меотичного моря. Спочатку мис був вкритий шаром глини, але за тисячі років води моря змили його, звільнивши нижній шар. Однак діяльність моря негативно впливає і на ніжний шар зі скелетів, знищуючи приблизно по 1 м щороку. Саме тому від узбережжя вглиб моря на 1,5 км тягнеться ланцюг білих високих та вузьких скель, що нагадують кільватерну колонку парусних фрегатів. По обидва боку від мису берег утворений шаруватими глинами, у яких прошарками залягає гіпс. Берегові схили мису руйнуються не лише під впливом хвиль, вони знаходяться також під дією карстових процесів. Утворення мису та скелястих острівців пояснюється не лише наявність вапняків, впливу також надає і різниця механічної стійкості глини та вапняку по відношенні до дії морських хвиль. Глинистий берег з боків мису руйнується набагато швидше, залишаючи ланцюг вапнякових скель.

## Історія
Між Панагією та мисом Тузла, що за 6,5 км на північ, на початку нашої ери існував грецький поліс Корокондама, який за 2 тисячі років опинився за 2 км від берега вглиб Керченської протоки.
На мисі Панагія свої дослідження проводили академіки Микола Андрусов, Іван Губкін та Андрій Архангельський, щоби вивчити стрімкий наступ моря на суходіл.
З мисом пов'язані і героїчні події в роки Другої світової війни. Тут у 1943–1944 роках стояла 743-я батарея із 130 мм гармат із затонулого крейсера «Комінтерн». Командувачем батареї був капітан-лейтенант С. Ф. Спахов, під чиїм командуванням гармати вели обстріл окупованого Керченського півострова. На честь моряків-артилеристів на мисі встановлено пам'ятний обеліск.

## Статус
Мису надано статус пам'ятки природи, але межі охоронної зони так і не встановлені. Він виступає своєрідним полігоном для вивчення динаміки берегової зони. Також він може використовуватись як природно-екскурсійний об'єкт при організації польової практики студентів географів.